# São Bartolomeu da Serra
São Bartolomeu da Serra ist eine portugiesische Ortschaft und eine ehemalige Gemeinde (Freguesia) im Alentejo.

## Verwaltung
Die ehemalige Gemeinde gehört zum Kreis (Concelho) von Santiago do Cacém. Die Gemeinde hatte eine Gesamtfläche von 62,2 km². Sie hatte 393 Einwohner (Stand 30. Juni 2011).
Im Zuge der administrativen Neuordnung in Portugal zum 29. September 2013 wurden die Gemeinden São Bartolomeu da Serra, Santiago do Cacém und Santa Cruz zur neuen Gemeinde União das Freguesias de Santiago do Cacém, Santa Cruz e São Bartolomeu da Serra zusammengeschlossen. Hauptsitz der neuen Gemeinde ist Santiago do Cacém.